# Ellisfield
Ellisfield – wieś w Anglii, w hrabstwie Hampshire, w dystrykcie Basingstoke and Deane. Leży 27 km na północny wschód od miasta Winchester i 75 km na południowy zachód od Londynu.